# جيب بلونت
جيب بلونت (بالإنجليزية: Jeb Blount)‏ هو لاعب كرة قدم أمريكية أمريكي، ولد في 12 يوليو 1954 في تايلر في الولايات المتحدة.

## وصلات خارجية
- جيب بلونت على موقع مرجع كرة القدم المحترفة.كوم (الإنجليزية)